# Kento Hashimoto
Kento Hashimoto (jap. 橋本 拳人 Hashimoto Kento; ur. 16 sierpnia 1993 w Tokio) – japoński piłkarz występujący na pozycji pomocnika. Od 2020 występuje w FK Rostów.

## Kariera klubowa
Od 2012 roku występował w klubach FC Tokyo i Roasso Kumamoto. W 2020 przeszedł do FK Rostów.